# Noltland Castle
Noltland Castle er en borg, der ligger nær Pierowall på øen Westray, der er en del af Orkneyøerne, Skotland. Den stammet hovedsageligt fra slutningen af 1500-tallet, selvom den aldrig blev bygget færdig.
Borgen er beskyttet som scheduled monument.